# Episodi de Il maresciallo Rocca (quinta stagione)
La quinta ed ultima stagione de Il maresciallo Rocca, trasmessa con il titolo di Il maresciallo Rocca 5, è costituita da sei episodi ed è stata trasmessa in prima visione dal 2 ottobre al 23 ottobre 2005 su Rai 1.
| nº    | Titolo                      | Prima TV Italia | Telespettatori | Share  | Fonte       |
| ----- | --------------------------- | --------------- | -------------- | ------ | ----------- |
| 1     | Il mistero di Santa Brigida | 2 ottobre 2005  | 6 903 000      | 26,88% | [ 2 ] [ 3 ] |
| 2     | Menzogne                    | 3 ottobre 2005  | 7 680 000      | 28,52% | [ 2 ] [ 4 ] |
| 3     | La trappola                 | 9 ottobre 2005  | 8 341 000      | 32,09% | [ 2 ] [ 5 ] |
| 4     | Il figlio di nessuno        | 16 ottobre 2005 | 7 762 000      | 29,79% | [ 2 ] [ 6 ] |
| 5     | La maschera e il volto      | 17 ottobre 2005 | 7 067 000      | 25,17% | [ 2 ] [ 7 ] |
| 6     | Il male ritorna             | 23 ottobre 2005 | 7 995 000      | 29,34% | [ 2 ] [ 8 ] |
| Media | Media                       | Media           | 7 624 000      | 28,63% |             |

## Il mistero di Santa Brigida
- Diretto da: Giorgio Capitani
- Scritto da: Laura Toscano, Franco Marotta

### Trama
Don Vincenzo, il parroco di Santa Brigida grande amico di Rocca, viene trovato ucciso nella sua parrocchia. Una farmacista indica come possibile colpevole un ragazzo rumeno, con precedenti per furto, che Rocca aveva raccomandato al prelato. Il Maresciallo, sentendosi in colpa, cerca di scoprire il vero colpevole. La successiva morte di una giornalista porta il maresciallo a scoprire che la vera colpevole è proprio la farmacista. Impazzita dopo la perdita del marito che lei aveva aiutato a morire perché gravemente malato, la donna aveva chiesto invano il perdono al parroco dopo essersi confessata. Nel frattempo Daniela annuncia di aspettare un figlio da Marco e a Viterbo arriva il Tenente Natalina Solimeni, nuovo responsabile della scientifica.
- Altri interpreti: Augusto Zucchi (il commissario Carovita), Francesca Nunzi (Carmela Zerillo), Giorgio Bettozzi (il monsignor Antonio Olivieri), Mirta Pepe (Nerina Corsi), Stefano Oppedisano (Don Vincenzo), Valerio Aprea (Stefan), Fulvio D'Angelo (Manfredi), Daniela Poggi (Lucia Quadraro)
- Ascolti Italia: telespettatori 6 903 000 - share 26,88%[9]

## Menzogne
- Diretto da: Giorgio Capitani
- Scritto da: Laura Toscano, Franco Marotta

### Trama
Un uomo viene trovato morto in un hotel. Inizialmente i sospetti confluiscono su una cameriera dell'albergo, ex amante dell'uomo, e sul marito, ma la successiva morte di un ex ispettore di polizia, addetto alla sicurezza dell'albergo, che aveva promesso a Rocca il suo aiuto in cambio del reintegro in Polizia, porta Rocca a scoprire un giro di gioco d'azzardo all'interno dell'albergo. Alla fine, però, il vero assassino si rivelerà essere la figliastra dell'uomo, di cui era amante, che la madre stava cercando di coprire accusandosi al suo posto. La giovane ha ucciso l'uomo per gelosia, non accettando la sua decisione di porre fine alla loro relazione. L'amicizia tra Rocca e il tenente Natalina Solimeni si fa sempre più intima. Giacomo decide di seguire le orme paterne e arruolarsi nell'arma.
- Altri interpreti: Augusto Zucchi (il commissario Carovita), Massimo Corvo (Antonio Cannata), Rodolfo Bigotti (Angelo Castelli), Angela Melillo (Elena Necchini), Carola Stagnaro (Adriana Zampetti), Chiara Mastalli (Maddalena Zampetti), Enzo Marino Arlanch (Alfonso Basento)
- Ascolti Italia: telespettatori 7 680 000[10] - share

## La trappola
- Diretto da: Giorgio Capitani
- Scritto da: Laura Toscano, Franco Marotta

### Trama
Elena Necchini, che collaborava con Marco come informatrice, accusa il poliziotto di averla picchiata e violentata. Rocca cerca di discolpare il genero, che però ammette di aver avuto una breve relazione con la ragazza per poter continuare a raccogliere informazioni. Pur essendo molto arrabbiato con Marco per aver tradito sua figlia, Rocca non riesce a credere alle infamanti accuse rivolte contro di lui. Interrogato, il poliziotto rivela che stava indagando su un traffico di doping che coinvolge diverse squadre ciclistiche in seguito all'incidente di un atleta diciannovenne, Vinicio Pezziol, che si trova in coma da due mesi. Tutto lascia pensare che la condizione del ragazzo sia dovuta all'incidente, ma Marco sospetta che il ciclista, durante la caduta, abbia avuto un collasso dovuto all'uso di sostanze dopanti. Marco, lasciato da Daniela e trattenuto dal suocero, fugge per poter provare la sua innocenza, ma l'omicidio del dottor Simen, il medico che aveva modificato la cartella clinica di Vinicio, aggrava la posizione dell'uomo, che ora è latitante. Intanto Rocca e Natalina si baciano sotto gli occhi di un'incredula Francesca e anche la situazione personale del maresciallo si complica. Grazie alla drammatica testimonianza del padre di Vinicio, Rocca scopre la verità: i veri colpevoli dell'aggressione alla ragazza e dell'omicidio del medico, oltre al fidanzato della stessa, sono l'allenatore e il procuratore dello sfortunato ciclista, che con la complicità di Simen, assassinato dopo aver minacciato di rivelare tutto, avevano iniziato a drogarlo. Quando il ragazzo è entrato in coma, hanno usato l'incidente come capro espiatorio, dando una cospicua assicurazione alla famiglia del ragazzo, in realtà con l'obiettivo di comprare il loro silenzio. Sotto la minaccia di far del male a sua figlia, la ragazza era stata picchiata e costretta ad accusare Marco per impedirgli di proseguire le indagini. Daniela partorisce la piccola Alice, ma non vuole perdonare Marco, ormai scagionato da tutte le accuse. 
- Altri interpreti: Augusto Zucchi (il commissario Carovita), Angela Melillo (Elena Necchini), Gabriella Barbuti (Marina Pezziol), Robert Madison (Damiano Rebecchi)
- L'attrice Gabriella Barbuti, che in questo episodio ha interpretato la sorella del ciclista in coma, era apparsa nell'ultimo episodio della seconda stagione Enigma finale nel ruolo di Rosa Bastiani, madre naturale di Tommy, uccisa dal killer Lorenzo Aleppi, ma è apparsa anche nel flashback dell'ultimo episodio della quinta stagione Il male ritorna.
- Ascolti Italia: telespettatori 8 341 000[10] - share

## Il figlio di nessuno
- Diretto da: Fabio Jephcott
- Scritto da: Laura Toscano, Franco Marotta

### Trama
La tomba di una donna viene fatta saltare in aria. Bruno e Renzo Mascio, rispettivamente il marito e il figlio della donna, che gestiscono una pescheria, sono in contrasto con una famiglia mafiosa, i Talarico, a causa dei grossi debiti di gioco del padre. Per salvare il figlio, Bruno uccide uno della famiglia mafiosa. Pochi giorni dopo, in pescheria, grazie al tempestivo intervento dei carabinieri, padre e figlio sfuggono per un pelo alla vendetta dei mafiosi, che vengono arrestati insieme a Bruno. In seguito, però, Renzo viene trovato morto. Suo padre, crede che ad uccidere suo figlio siano stati i mafiosi. Sul giaccone del ragazzo viene però trovata una cimice. Di lì a poco, il ritrovamento del cadavere di un investigatore privato porta Rocca a scoprire che il vero padre del ragazzo, come rivela lo stesso Bruno, era Michele Gianni, noto e anziano imprenditore, da poco deceduto, e che ad uccidere il ragazzo sono stati i nipoti dell'imprenditore, che temevano di perdere l'eredità, e uno dei tre nipoti ha ucciso anche l'investigatore per non lasciare testimoni. Rocca e Natalina decidono di non proseguire la loro relazione. Intanto Daniela perdona Marco e si trasferisce con quest'ultimo e la bambina nella vecchia casa di Francesca, che sembra interessarsi al Maresciallo Di Carmine, arrivato a Viterbo per seguire un corso di restauro.
- Altri interpreti: Venantino Venantini (Michele Gianni), Tommaso Ragno (Corrado Gianni), Sandro Giordano (Alberto Gianni), Pier Maria Cecchini (Bruno Mascio), Marco Vivio (Renzo Mascio/Gianni), Michela Cadel (Matilde Gianni), Corrado Tedeschi (il maresciallo Andrea Di Carmine), Marcello Arnone (Carlo Talarico), Adriano Giammanco (Attilio Borgheri), Lavinia Pozzi (fidanzata di Renzo)
- Errori: il furgone bianco di Borgheri con la scritta "Fiori Rari" è inizialmente un Opel Movano, mentre successivamente, nella scena del ritrovamento nel lago viene rimpiazzato da un vecchio Fiat Ducato Maxi.
- Ascolti Italia: telespettatori 7 762 000[10] - share

## La maschera e il volto
- Diretto da: Fabio Jephcott
- Scritto da: Laura Toscano, Franco Marotta

### Trama
Un imprenditore, collezionista di opere d'arte, viene ucciso nel corso di una rapina in casa sua, dove viene ferita la moglie. Rocca, aiutato dal maresciallo Di Carmine, scopre che i quadri rubati erano dei falsi. Successivamente due dei rapinatori e la ragazza di uno dei due vengono uccisi dal capo della banda, che si scopre essere un pittore di falsi in combutta con la moglie del collezionista ucciso. Nel tentativo di catturare la donna, che nel frattempo ha ucciso anche il suo complice e amante, Di Carmine viene ferito ad una spalla, ma in modo non grave, contribuendo comunque all'arresto dell'assassina. Convinta che il maresciallo ferito sia Rocca, Francesca accorre spaventatissima in ospedale. Le paure della donna si rivelano infondate, ma questo episodio le permette di capire i suoi sentimenti ancora molto forti per Rocca. A causa di lavori in casa sua, il maresciallo è costretto a trasferirsi con Tommy prima da Daniela e quindi in caserma. Roberto annuncia al padre di voler entrare in seminario per diventare prete. L'episodio si conclude con il giuramento di Giacomo, che diventa ufficialmente Carabiniere.
- Altri interpreti: Georgia Lepore (Gabriella Scheri), Riccardo Niseem Onorato (Pietro Ardesio), Corrado Tedeschi (il maresciallo Andrea Di Carmine)
- Ascolti Italia: telespettatori 7 067 000[10] - share

## Il male ritorna
- Diretto da: Fabio Jephcott
- Scritto da: Laura Toscano, Franco Marotta

### Trama
Un gattino trovato morto a scuola da Francesca porta dentro di sé un biglietto con la scritta "Male ritorna sanato". Poco dopo, una ragazza di nome Marisa (le iniziali del messaggio, MAle RItorna SAnato) viene trovata morta come fosse il sacrificio di un rito satanico e con un biglietto che potrebbe indicare la prossima vittima. Rocca, costretto in carrozzella per un incidente domestico e ospitato da Francesca, sospetta, su suggerimento di Banti, un collegamento con il caso del professor Aleppi, che 7 anni prima aveva ucciso la madre naturale di Tommy e la sorella dello stesso Banti. Il maresciallo scoprirà infine che il professore, prima di diventare preside di liceo, era direttore di un orfanotrofio, e che alcuni suoi ex alunni hanno fondato una setta, giurando di vendicare la morte di Aleppi. Mentre si trova ancora in carrozzella, Rocca cerca di decifrare il messaggio criptico lasciato dai misteriosi: delle onde, un paio di sci, una corona d'alloro e mezza bocca. Alla fine riesce a capire che il rebus genera le parole Maresciallo Rocca e subito dopo rischia di essere gettato dalla finestra dal capo della setta, che si era camuffato dietro l'insospettabile identità del fisioterapista di fiducia dello stesso Rocca. Il maresciallo viene però salvato all'ultimo momento dall'arrivo tempestivo di Banti, che ferisce appena in tempo l'aggressore. Quest'ultimo era anche proprietario e responsabile di un centro di riabilitazione, che aveva aperto con il denaro truffato agli adepti della setta. Aveva poi ucciso sia la ragazza che un altro giovane, amico della ragazza stessa, i quali, come lui, erano cresciuti nell'orfanotrofio di Aleppi, e minacciavano di uscire dalla setta e di denunciarlo. Rocca e Francesca tornano insieme e convolano a giuste nozze.
- Altri interpreti: Augusto Zucchi (il commissario Carovita), Michele D'Anca (Marcello Speri), Maria Grazia D'Adamo (Bianca Mazzi), Corrado Tedeschi (il maresciallo Andrea Di Carmine), Luciano Donda (Igino Spada)
- Ascolti Italia: telespettatori 7 995 000 - share 29,34%[8]